# SOKO (Sendeformat)
SOKO ist ein Sendeformat des Zweiten Deutschen Fernsehens und des Österreichischen Rundfunks, unter dem seit 2. Januar 1978 Kriminalserien ausgestrahlt werden. Die erste Serie des Formats war SOKO 5113 im Jahr 1978. Mit Solo für Sudmann gab es 1997 den ersten Ableger, weitere folgten ab Anfang der 2000er-Jahre. Die Serien werden montags bis freitags um 18:00 Uhr im Vorabendprogramm des ZDF ausgestrahlt.  Eine Ausnahme bildet der Ableger SOKO Leipzig im ZDF, da dieser wegen konstant hoher Einschaltquoten im Freitagabendprogramm ausgestrahlt wird.
Eine Besonderheit stellt der bereits eingestellte Ableger SOKO Rhein-Main dar, da dieser zunächst unter dem Titel Die Spezialisten: Kripo Rhein-Main ausgestrahlt wurde und sich in der Ermittlungstechnik nicht mit den anderen vergleichen ließ. 2013 gab es mit SOKO – Der Prozess ein Crossover zwischen allen deutschen SOKOs. Mit Der vierte Mann gab es 2019 erneut ein Crossover, diesmal zwischen SOKO Donau und SOKO Leipzig.

## SOKO-Serien

### SOKO 5113/SOKO München (1978–2020)
SOKO München (bis 2015: SOKO 5113) ist die Mutterserie des Sendeformats SOKO. Sie ist die erste Kriminalserie, die ein SOKO im Titel trägt. SOKO München startete am 2. Januar 1978 im ZDF, die Ausstrahlung der letzten Episode erfolgte am 29. Dezember 2020. Mit der Produktion wurde im Herbst 1976 begonnen, sie endete im September 2020. Die Zahl 5113 im ursprünglichen Serientitel bezog sich auf die Telefondurchwahl des Chefs der SOKO.

### SOKO Leipzig (seit 2001)
SOKO Leipzig ist der erste und bisher erfolgreichste Ableger der deutschen Serie SOKO 5113, der ein SOKO im Titel trägt. Handlungsort der Reihe ist Leipzig. Die erste Staffel wurde im Jahr 2001 gesendet. Mit der Benennung der Leipziger SOKO nach dem Ort bzw. der Region, in der die Handlung spielt, wurde das Sendeformat nachhaltig geprägt. Alle weiteren Ableger der Mutterserie folgten diesem Namensschema, auch die SOKO 5113 wurde mit der Umbenennung in SOKO München 2016 in dieses eingefügt. Aufgrund erfolgreicher Einschaltquoten verlegte das ZDF die Serie bereits kurz nach ihrem Start vom Vorabendsendeplatz auf den Freitagabend. Dort wird sie seither um 21:15 Uhr ausgestrahlt.
2008 wurde zusammen mit der britischen Kriminalserie The Bill die 90-Minuten-Episode Entführung in London produziert, welche in Leipzig und in London spielt. Damit wurde ein länderübergreifendes Crossover mit einer Serie außerhalb des SOKO-Universum geschaffen.

### SOKO Kitzbühel (2001–2021)
SOKO Kitzbühel, die in Zusammenarbeit von ORF und ZDF entsteht, ist der erste österreichische Ableger im SOKO-Universum. Die Serie spielt in der bekannten Tiroler Bezirksstadt Kitzbühel. Die Produktionsgesellschaft „beo-Film“ produziert die Serie seit dem Jahr 2001. 2020 wurde das Ende der Serie für 2021 angekündigt.

### SOKO Köln (seit 2003)
SOKO Köln ist der dritte Ableger, der ein SOKO im Namenstitel trägt, und wurde erstmals am 22. Oktober 2003 ausgestrahlt. Handlungsort der Serie ist Köln.

### SOKO Wismar (seit 2004)
SOKO Wismar wird seit dem 6. Oktober 2004 im ZDF ausgestrahlt. Es handelt sich bei der Serie um den vierten Ableger, der dem SOKO-Namensschema folgt. Handlungsort der Serie ist Wismar sowie der an der Ostsee gelegenen Umkreis der Hansestadt.

### SOKO Donau/SOKO Wien (seit 2005)
SOKO Donau (in Deutschland: SOKO Wien) ist eine österreichische Kriminalserie, die in Zusammenarbeit mit ORF und ZDF entsteht. Der Ableger wurde am 20. September 2005 erstmals auf ORF eins ausgestrahlt. Es ist nach der Kitzbühler SOKO der zweite österreichische Ableger im Sendeformat. Die Handlungsort erstrecken sich entlang der Donau, mit einem Schwerpunkt auf Wien.

### SOKO Rhein-Main (2006–2007)
SOKO Rhein-Main wurde 2005 von Dirk Eggers für das ZDF entwickelt und von der UFA Film- & Medienproduktion GmbH produziert. Es wurden zunächst sieben Episoden (inklusive des 45-minütigen Pilotfilms) produziert. Der Schauplatz war Frankfurt am Main, sowie Rheinhessen, Mainz und Wiesbaden. Eigentlich hätte die Serie schon anfangs den Titel SOKO Rhein-Main tragen sollen, da sie aber den anderen SOKO-Serien in der Ermittlungstechnik nicht ähnelte, entschied man sich bei der Erstausstrahlung der ersten Staffel für Die Spezialisten: Kripo Rhein-Main. Nach der Ausstrahlung der letzten Staffel Ende 2007 und der anschließenden Wiederholung der ersten Staffel wurde die Serie vom ZDF aufgrund schlechter Einschaltquoten eingestellt.

### SOKO Stuttgart (seit 2009)
SOKO Stuttgart ist der siebte Ableger, der dem SOKO-Namensschema folgt. Handlungsort der Reihe ist Stuttgart. Die erste Staffel mit 20 Episoden wurde ab dem 12. November 2009 im ZDF gesendet, das damit auf allen werktäglichen Vorabendsendeplätzen SOKOs zeigte. Bereits vor der Ausstrahlung der ersten Staffel wurde die Produktion einer zweiten Staffel mit weiteren 25 Episoden beschlossen.

### SOKO Hamburg (2018–2024)
SOKO Hamburg ist der achte Ableger im SOKO-Serienformat. Die erste Staffel wurde ab Mitte Oktober 2017 in Schleswig-Holstein, Hamburg und Niedersachsen produziert und ab dem 27. März 2018 ausgestrahlt. Nach einer rund 10-jährigen Pause handelt es sich um den ersten neu produzierten Ableger. Seit Herbst 2021 haben sich die SOKO Potsdam und SOKO Hamburg den Sendeplatz des Montagvorabend geteilt, um die eingestellte Mutterserie zu ersetzen. 2024 wurde die Serie nach der sechsten Staffel eingestellt.

### SOKO Potsdam (seit 2018)
Der neunte Ableger der Serie im SOKO-Namensschema ist die SOKO Potsdam. Die erste Staffel wurde ab dem 24. September 2018 montags ausgestrahlt und im Frühjahr 2018 in Potsdam, Berlin und Umgebung gedreht. Seit 2021 ersetzte sie gemeinsam mit SOKO Hamburg die eingestellte Mutterserie auf dem Sendeplatz am Montagvorabend. Seit 2024 ersetzte sie die Mutterserie alleine auf dem Sendeplatz des Montagvorabend.

### SOKO Linz (seit 2022)
SOKO Linz, die in Zusammenarbeit von ORF und ZDF entsteht, ist der dritte österreichische Ableger im SOKO-Universum. Die Serie spielt in der oberösterreichischen Landeshauptstadt Linz. Die Produktionsgesellschaft „Gebhardt Productions“ produzierte zuvor die 2021 eingestellte Serie SOKO Kitzbühel.

## Spin-Offs und Crossover mehrerer Serien

### Solo für Sudmann (1997)
Solo für Sudmann ist eine zwölfteilige Krimiserie des ZDF, die von Januar bis April im Jahr 1997 erstausgestrahlt wurde. Nachdem Hauptkommissar Jürgen Sudmann – ehemaliger Ermittel der SOKO 5113 pensioniert wurde, eröffnet er in München eine Privatdetektei. Zusammen mit seiner Assistentin Susanne löst er erfolgreich seine Fälle auf unkonventionelle Art. Seine ehemaligen Kollegen von der SOKO 5113 unterstützen ihn wiederholt bei seinen Ermittlungen. Die Serie wurde nach der ersten Staffel eingestellt.

### SOKO – Der Prozess (2013)
SOKO – Der Prozess ist ein deutscher fünfteiliger Crossoverfilm zwischen den deutschen Serien SOKO 5113, SOKO Köln, SOKO Wismar, SOKO Stuttgart und SOKO Leipzig. Die Erstausstrahlung erfolgte vom 30. September bis zum 4. Oktober 2013 auf den Vorabendsendeplätzen. Der Film stellt – abgesehen vom Namen – die erste inhaltliche Verbindung zwischen den SOKO-Serien dar.

### Der vierte Mann (2019)
Der vierte Mann ist ein österreichisch-deutscher Crossoverfilm zwischen der SOKO Donau und der SOKO Leipzig. Die Erstausstrahlung erfolgte am 2. November 2019 bei ORF 1. Im ZDF wurde das Crossover am 8. November 2019 im Rahmen einer Sonderprogrammierung zu 30 Jahre Mauerfall gezeigt. Das Drehbuch basierte auf einer wahren Geschichte rund um die Kreise der Wiener Geschäftsfrau Rudolfine Steindling, genannt die „Rote Fini“. Mit diesem Crossoverfilm wird erstmals ein österreichischer Ableger inhaltlich mit einem deutschen Ableger verschmolzen.